# Johannes Prioris
Johannes Prioris (ur. około 1445 lub 1460, zm. około 1514) – franko-flamandzki kompozytor.

## Życiorys
Przypuszczalnie urodził się na terenie Brabancji. Przydomek Prioris może być zlatynizowaną formą flamandzkiego nazwiska de Vorste (de Veurste), mógł więc pochodzić z Vorst koło Brukseli. Działał jako maistre de chapelle na dworze Ludwika XII. Wcześniej być może przebywał we Włoszech.

## Twórczość
Cieszył się uznaniem współczesnych, jego utwory zachowały się w licznych kopiach, a on sam był wzmiankowany w dziełach m.in. Guillaume’a Crétina, Eloya d’Amervala i Rabelais’go. Skomponował Requiem 4-głosowe, 4 msze (dwie 4-głosowe i dwie 6-głosowe), 12 motetów (po jednym 3-, 5-, 6- i 8-głosowym, osiem 4-głosowych), 5 magnifikatów 2–6-głosowych, 2 motety-chansons 4-głosowe, 8 chansons 3-głosowych i jedną 5-głosową, 4-głosowe opracowanie strambotta. Jego twórczość nawiązuje do stylu Ockeghema, po którym prawdopodobnie objął funkcję na dworze francuskim. Msze Priorisa oparte są na cantus firmus zaczerpniętym z chorału lub chansons, czasem w połączeniu z techniką parodiowaną. W jego utworach religijnych dominuje układ 4-głosowy, urozmaicany przez partie 2-głosowe i imitacje par głosów. W mszach i motetach materiał motywiczny śpiewów liturgicznych bywa czasem parafrazowany we wszystkich głosach. Chansons Priorisa utrzymane są w konserwatywnej fakturze 3-głosowej, z instrumentalnym kontratenorem i dwoma głosami wokalnymi, i przeważnie mają formę ronda.